# Szkoła Główna Służby Zagranicznej
Szkoła Główna Służby Zagranicznej (SGSZ) – istniejąca w latach 1950–1961 w Warszawie uczelnia z siedzibą przy ul. Wawelskiej 56. Mieściła się w budynku przedwojennej Szkoły a od 1939 Akademii Nauk Politycznych w Warszawie. Obecnie jest to siedziba Krajowej Szkoły Administracji Publicznej.  

## Historia
Szkoła Główna Służby Zagranicznej stanowiła kontynuację działającej do 1950 Akademii Nauk Politycznych, z filią w Sopocie, która w 1946 została przekształcona w państwową szkołę akademicką. Uczelnia została wówczas podzielona na cztery wydziały – dyplomatyczno-konsularny, administracyjny, nauk społecznych i dziennikarski. W 1950 szkołę po raz kolejny przekształcono, stała się wówczas Szkołą Główną Służby Zagranicznej.
Celem SGSZ było kompleksowe szkolenie przyszłych kadr polskiej, powojennej dyplomacji. Obecnie jej działalność budzi mieszane oceny. Z jednej strony stanowiła miejsce kształcenia kadr dla autorytarnego państwa, ale z drugiej jej absolwenci uważani byli na forum międzynarodowym za wysokiej klasy fachowców, zaś wielu z nich stanęło potem w pierwszym rzędzie twórców polskiej nauki o stosunkach międzynarodowych, m.in. prof. Józef Kukułka, prof. Janusz Symonides czy prof. Stanisław Parzymies. 
Jej zadania przejmowało stopniowo w kolejnych latach Podyplomowe Studium Służby Zagranicznej Wyższej Szkoły Nauk Społecznych przy KC PZPR (1957–1984), zastąpione przez Centrum Kształcenia Służby Zagranicznej Akademii Nauk Społecznych (1984–1990).
Do tradycji tych nawiązuje Akademia Dyplomatyczna Ministerstwa Spraw Zagranicznych, w latach 2012-2021 stanowiąca część Polskiego Instytutu Spraw Międzynarodowych.

## Znani absolwenci
- Włodzimierz Barankiewicz
- Ryszard Baturo
- Mieczysław Biernacki
- Janusz Fekecz
- Jan Janiszewski
- Wojciech Jasiński
- Józef Kukułka
- Lucjan Mieczkowski
- Stanisław Parzymies
- Janusz Prystrom
- Joanna Rostocka
- Ryszard Sługocki
- Janusz Symonides
- Mirosław Jan Wojciechowski
- Wiesław Zajda